# Julien Poitras
Pour les articles homonymes, voir Poitras.
 (octobre 2018).
Julien Poitras est un médecin, professeur d'université, auteur québécois de bande dessinée, ainsi qu'un illustrateur de science-fiction et fantastique né le 10 septembre 1963 à Baie Ste-Catherine au Québec.
Il est l'un des pionniers de la bande dessinée québécoise de science-fiction de style réaliste des années 1980 et 1990.

## Biographie
Julien Poitras publie ses toutes premières bandes dessinées dans la section Crayons de Soleil du quotidien Le Soleil en 1982-1983. Il débute ensuite ses études en Arts Visuels à l'automne 1984 à l'Université Laval où il fait la rencontre de plusieurs autres jeunes auteurs de bande dessinée qui lancent à la fois le magazine Enfin Bref et participent à la création de la Société des Créateur(trice)s et Ami(e)s de la Bande Dessinée (ScaBD) au cours de l'année 1985.
En 1986, il réalise sa première exposition individuelle intitulée Chemin de croix de la peinture, mêlant curieusement l'Histoire de la Peinture et la Religion chrétienne. La même année voit le début de la publication de plusieurs de ses illustrations de science-fiction et fantastique dans le magazine québécois Solaris.
Julien Poitras devient membre professionnel de la ScaBD en 1988 et participe à ses activités de publications et d'expositions collectives et individuelles. Il devient même le président de son conseil d'administration en 1993. Il délaisse par la suite la bande dessinée, du moins en surface, continuant de produire discrètement plusieurs histoires tout en s'initiant au graphisme informatique.
Il revient en force en 2008 en publiant coup sur coup plusieurs albums mettant en valeur son graphisme si particulier et personnel aux éditions Moelle Graphique.
Le Dr Julien Poitras est doyen de la Faculté de médecine de l'Université Laval.

## Publications

### Bande dessinée
Albums
- Héraut : un récit d'horreur et de solitude partie 1, 2008, éditions Moelle Graphique (collection Band & ciné), Québec ;
- La chauve-souris et la boîte de biscuits, 2008, éditions Moelle Graphique (collection Band & ciné), Québec ;
- Bandes dessinées québécoises post apocalyptiques, 2008, éditions Moelle Graphique (collection Band & ciné), Québec ;
- Soirée ludique et autres projets inachevés, 2008, éditions Moelle Graphique (collection Band & ciné), Québec ;
- La science québécoise de la friction du crayon sur le papier et du pinceau sur la toile - Science fiction, recueil d'illustrations, 2008, éditions Moelle Graphique (collection Faux & os), Québec ;
- Dimères & éthers, recueil d'illustrations, 2008, éditions Moelle Graphique (collection Fulle recyc), Québec ;
- Mes documents architectoniques, recueil de photos retouchées et textes, 2008, éditions Moelle Graphique (collection Fulle recyc), Québec.

Albums collectifs
- Le parc des vieux murs, 1991, collection « Zeppelin le ballon qui éclate ! », Société des créateur(trice)s et ami(e)s de la Bande dessinée (ScaBD), Québec ;
- Tauromachie[4], 1992, sexualité et bande dessinée, Éditions Hélium Z, Québec.

Périodiques
Magazines
- Solaris[5], revue québécoise de science-fiction et de fantastique, 1986-1989 et 1999 ;
- Zeppelin[6], [7], magazine BD de Québec 1992.

Journaux
- Le Soleil, quotidien de Québec, section Crayons de Soleil, 1982-1983.

Fanzines
- Nidi-Nilu, journal des étudiants en arts plastiques de l'Université Laval, 1986-1987 ;
- Opium, journal du club de caricature et de BD du CEGEP de Joliette, 1996.

## Expositions

### Individuelles
- 1987 : Chemin de croix de la peinture, Pavillon Casault, Université Laval, Québec ;
- 1993 : Badfan, Centre de documentation et d'animation en bande dessinée, Québec.

### Collectives
- 1986 : Collectif Regard, Galerie de la bibliothèque Gabrielle-Roy, Québec ;
- 1987 : Exposition des finissants de l'Université Laval, Vieux Port, Québec ;
- 1991 : Québec en BD, Centre de documentation et d'animation en bande dessinée, Québec ;
- 1992 : Tauromachie[4], Centre de documentation et d'animation en bande dessinée, Québec ;
- 1992 : Hybride, bande dessinée et art actuel[8], Centre de documentation et d'animation en bande dessinée, Québec et Galerie Regart, Lévis ;
- 1993 : Carnaval de la bande dessinée, Musée de la civilisation, Québec ;
- 1993 : Dessinateurs du Québec, Centre belge de la bande dessinée, Bruxelles (Belgique) ;
- 2010 : Les héros de notre enfance, XXIIIe Festival de la bande dessinée francophone de Québec, Québec ;
- 2011 : Péchés de jeunesse, XXIVe Festival de la bande dessinée francophone de Québec, Québec.

## Distinction
- 1993 :  Lauréat Prix Bédéis causa bande dessinée de l’année, magazine Zeppelin, 6e Festival de la bande dessinée francophone de Québec, Québec [9].